# الحرب السيامية الفيتنامية (1831-1834)
الحرب السيامية الفيتنامية (1831-1834) تُعرف أيضًا باسم الحرب السيامية الكمبودية. اندلعت خلال الفترة (1831-1834) على يد قوة غزو سيامية بقيادة الجنرال بودينديتشا، في محاولة منه لغزو كمبوديا وجنوب فيتنام. نجحت الحملة في البداية وهزمت جيش الخمير في معركة كومبونغ تشام عام 1832، ولكن في عام 1833 صُدَّ التقدم السيامي في جنوب فيتنام من قبل قوات سلالة نجوين. اندلعت انتفاضة شعبية عامة في كمبوديا، وانسحب الجيش السيامي وتُركت فيتنام تحت السيطرة الكمبودية.

## خلفية
برزت كل من سيام وفيتنام كقوتين أساسيتين في منطقة الهند الصينية، وبحلول أوائل القرن التاسع عشر سعت كلتا القوتين للسيطرة على كمبوديا ولاوس بهدف كسب الهيمنة على حوض ميكونغ السفلي. أثَّرت الصراعات الداخلية بين فصائل العائلات الملكية الكمبودية خلال العصور السابقة بقوة على القوتين المتنافستين، فتبنوا تقليد أخذ أفراد العائلة المالكة الكمبودية كرهائن، وتدخلوا في سياسات الزواج، وطلبوا الولاء من الشعب.
تُوِّج آنج تشان الثاني في عام 1806 ملكاً لكمبوديا من قبل السياميين الذين أصبحوا في النهاية مؤيدين للفيتناميين. لم يحضر الملك الجديد جنازة الملك السيامي راما الأول عام 1809 وأرسل أخويه الأمير أنج سنغون والأمير أنج إم إلى بانكوك بدلاً منه، ثم عيَّن الملك راما الثاني الأمير آنج سنغون نائباً للملك والأمير أنغ إم نائباً للملك، وبذلك وضع الأميرين تحت حكم سيامي، وبعد عامين فقط في عام 1811 تمرد الأمير أنغ سنغون على شقيقه الملك، ما أدى إلى تمرد شعبي على مستوى الأمة، ثم أرسل الملك راما الثاني تشو فاراي يوماررج نوي لقيادة جيش لغزو كمبوديا وفض النزاع، وعند وصول الجيش السيامي فرَّ الملك أنغ تشان إلى سايغون تحت حماية لي فين دويت نائب الملك في كوتشينشينا. انضم الأميران أنج إم وأنج دوونج - الأخوان الأصغر للملك - إلى الجانب السيامي. تفاوض الإمبراطور الفيتنامي جيا لونج مع الملك راما الثاني لإعادة الملك آنج تشان إلى العرش، فأمر الملك راما الثاني جيشه بالانسحاب لكن بعد اعتقال الأمراء الثلاثة أنغ سايغون وأنغ إم وأنغ دوونغ، وهكذا أصبحت كمبوديا خاضعةً للهيمنة الفيتنامية. توفي الأمير أنج سايغون في بانكوك عام 1816 ولم يتبق سوى الأخوين الأصغر منه الأمير أنج إم وأنج دوونغ.
فر الملك أنوفونغ ملك فينتيان إلى مقاطعة نغو آن في فيتنام بعد هزيمته الأولى في تمرد لاوس عام 1827. استقبل الإمبراطور مينه مونغ ملك لاوس، وأرسل مبعوثيه لإعادة الملك أنوفونغ إلى فينتيان للتفاوض مع السياميين، ورغم ذلك نصب أنوفونغ في وقت لاحق كميناً للحاميات السيامية في فينتيان، وكان السياميون مقتنعين بأن فيتنام تدعم الملك أنوفونغ في مقاومته للهيمنة السيامية. هُزم أنوفونغ مرة أخرى في عام 1828 لكن السياميين قبضوا عليه، وأعدم لاحقاً.

## الحملات العسكرية

### الغزو السيامي لكمبوديا
غادرت الجيوش السيامية الثلاثة بانكوك في نفس اليوم في نوفمبر 1832، ففر الملك آنغ تشان إلى لونغ هو في مقاطعة فينه لونغ. سار الجيش الرئيسي بقيادة بودينديتشا من باتامبانغ على الضفة الشرقية لبحيرة تونلي ساب للاستيلاء على بورسات وكامبونغ تشنانغ، وتقدم الجيش الثاني على الضفة الغربية للبحيرة. كان الفيتناميون منشغلين بتمرد داخلي وغير مستعدين للحرب، وسرعان ما استولى السياميون على هاتيان، ثم أرسل بودينديتشا - الذي وصل إلى با بنوم - صهره تشاو فرايا على رأس 7000 رجل شرقاً عبر منطقة بابنوم إلى سايغون.